# Bill Hougland
William Marion "Bill" Hougland, född 20 juni 1930 i Caldwell i Kansas, död 6 mars 2017 i Lawrence i Kansas, var en amerikansk basketspelare.
Hougland blev olympisk mästare i basket vid sommarspelen 1952 i Helsingfors och vid sommarspelen 1956 i Melbourne.